# 天主教胡利自治監督區
天主教胡利自治監督區（拉丁語：Praelatura Territorialis Iuliensis）是秘魯一個羅馬天主教自治監督區，屬阿雷基帕總教區。
監督區成立於1957年8月3日，位於普諾大區東南部。2004年有教友400,000人（佔轄區總人口88.9%）、廿一個堂區、十二名司鐸。現任監督為若瑟·馬利亞·奧特加·特立尼達。